# Baumer Group
Die Baumer Group mit Sitz in Frauenfeld ist eine international tätige Schweizer Unternehmensgruppe mit dem Schwerpunkt Sensortechnik. Das Unternehmen verfügt über 39 Niederlassungen in 19 Ländern und beschäftigt rund 2800 Mitarbeiter.

## Geschichte
Das Unternehmen wurde 1952 von Herbert Baumer als Baumer Electric AG in Frauenfeld gegründet und stellte zunächst Mikroschalter für elektrisch gesteuerte Fertigungsabläufe her. 1964 übernahm Helmut Vietze die Geschäftsleitung. 1966 brachte Baumer den Mess- und Steuerschalter My-Com auf den Markt, der die Grundlage des weiteren Unternehmenserfolgs bildete. Der My-Com ist bis heute der weltgenaueste Präzisionstaster und ebnete der Firma den Weg zum internationalen Erfolg.
1969 entwickelte Baumer mit einem "induktiven Näherungsschalter" den ersten eigenen Sensor und setzte damit einen Meilenstein auf dem Weg von der Mechanik zur Elektronik. 1981 gründete das Unternehmen in Deutschland seine erste ausländische Tochtergesellschaft. In den 1990er-Jahren setzte Baumer die Expansion in Europa und Nordamerika fort. In den 2000er-Jahren folgten Niederlassungen in Asien (u. a. China, Indien, Singapur, Malaysia, Indonesien).
Seit 1991 sind die einzelnen Firmen unter dem Dach der Baumer Holding AG in Frauenfeld gebündelt. Nach dem Tod von Helmut Vietze 2007 übernahm dessen Sohn Oliver Vietze die Rolle des CEO und Chairman in dem Familienunternehmen. Die KMU Swiss AG verlieh Baumer 2012 den „Swiss Lean Award 2012“ als nationale Auszeichnung für Spitzenleistungen auf der Basis der Lean-Management-Philosophie.
2018 bezog Baumer das High-Tech Center in Stockach mit Entwicklung, Fertigung und automatisiertem EU Logistik-Hub (seit 2019 in Betrieb). 2019 wurde auch ein neues Produktionswerk in Skopje in Nordmazedonien eröffnet.

## Tätigkeitsgebiet
Die Baumer Group ist ein Komponenten- und Systemlieferant für die Fabrik- und Prozessautomation. Die Unternehmensgruppe ist in drei Geschäftsfeldern tätig:
- Sensorik
- Leimauftragssysteme und Qualitätsinspektion
- Prozessinstrumente

Baumer investiert in die Weiterentwicklung von Produkten und Prozessen. Über 15 % der Mitarbeitenden sind in Innovationsbereichen tätig. Baumer erhielt verschiedene Auszeichnungen für Produkte und Unternehmen.

## Standorte
Die Baumer Group entwickelt und produziert nach einheitlichen Standards an verschiedenen Standorten weltweit: im Schweizer Stammwerk in Frauenfeld, in Deutschland, Frankreich, Italien, Indien und Dänemark.
Neben den 39 eigenen Niederlassungen in 19 Ländern verfügt die Baumer Group über ein internationales Vertriebsnetzwerk mit Distributoren in allen relevanten Märkten. Für die EU-Länder ermöglicht das 2019 eröffnete, automatisierte Logistik-Zentrum am Baumer-Standort Stockach die kurzfristige Belieferung innerhalb von 24 Stunden.